# Omicidio mirato

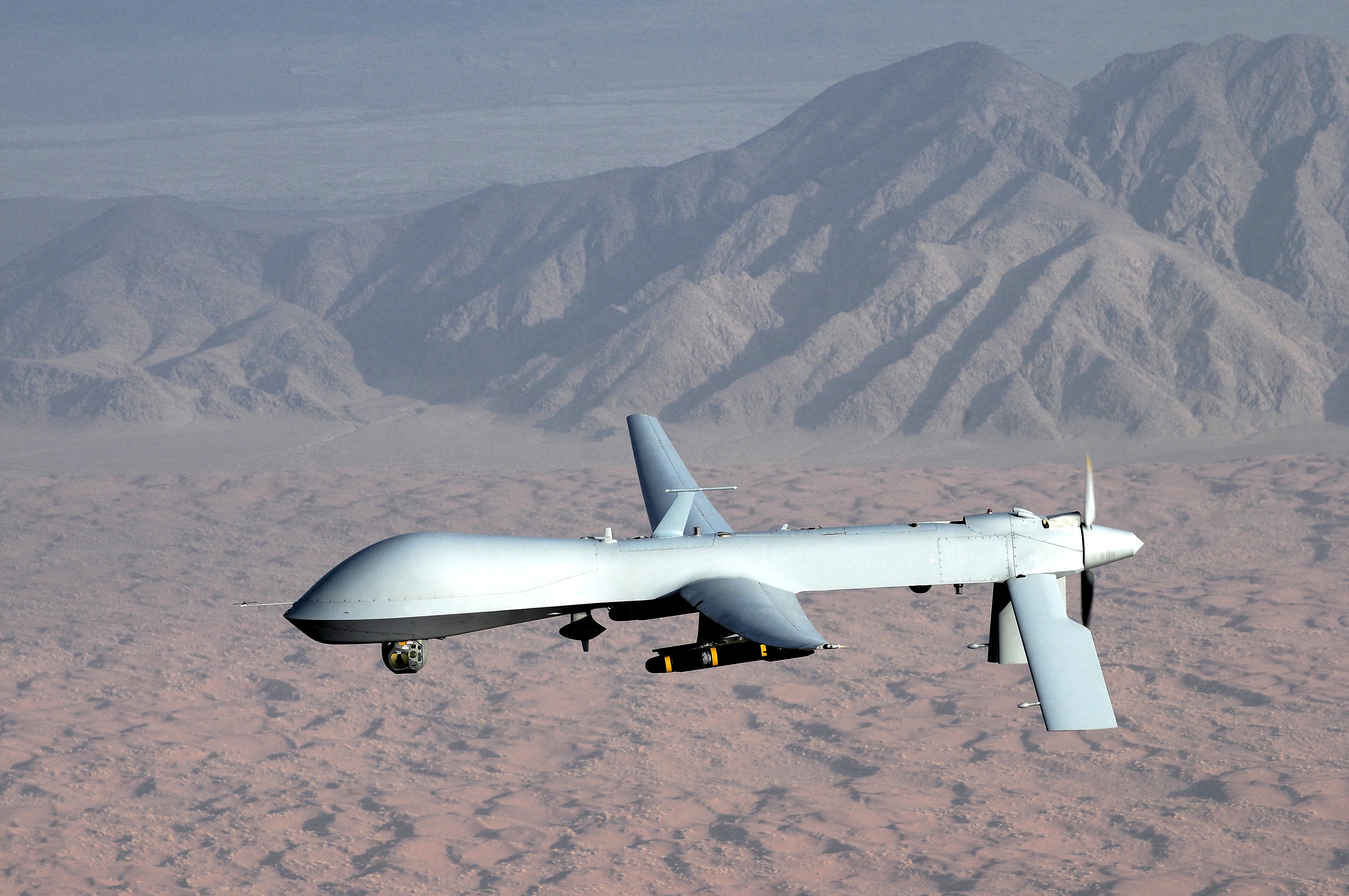
Aeromobili a pilotaggio remoto, o droni come il Predator sono stati spesso usati per omicidi mirati

La locuzione omicidio mirato (uccisione mirata od omicidio selettivo, in inglese targeted killing), definizione generalista che in tempi recenti ha assunto un significato più ristretto, indica una forma di esecuzione capitale operata da alcuni governi contro nemici percepiti come estrema minaccia. Diversi analisti ritengono si tratti di un moderno eufemismo per la pratica del magnicidio di un individuo di spicco da parte di un'organizzazione statale, volta alla decapitazione del vertice di un'entità ostile ed eseguita senza un processo giudiziario o lontano dal campo di battaglia e dai propri territori giurisdizionali.

## Il dibattito
Dalla fine del XX secolo, il dibattito circa la legalità dell'uccisione mirata è diventata oggetto di disputa e discussione sia all'interno dei paesi che la praticano sia tra le varie nazioni. Storicamente, almeno dalla metà del diciottesimo secolo, il pensiero occidentale ha generalmente considerato illegale l'uso dell'assassinio come uno strumento dello Stato.
Alcuni accademici, esponenti delle forze armate e funzionari descrivono l'uccisione mirata come legittima nel contesto dell'autodifesa, specie quando utilizzata contro terroristi o combattenti impegnati in una guerra asimmetrica, sostenendo altresì che i droni siano più umani e precisi di mezzi con equipaggio, e che gli omicidi mirati o "prescelti" non si verificano in nessun contesto diverso da quello in cui vi sia uno stato di guerra palesato.

### Negli Stati Uniti d'America
Ventisei membri del Congresso degli Stati Uniti d'America, assieme ad accademici quali Gregory Johnsen e Charles Schmitz, figure mediatiche (Jeremy Scahill, Glenn Greenwald, James Traub), gruppi per i diritti civili (ovvero l'American Civil Liberties Union) e persino all'ex capo della stazione CIA a Islamabad, Robert Grenier, hanno criticato gli omicidi mirati definendoli come forma di esecuzioni extragiudiziali che potrebbero essere ritenute illegali sulla base del diritto statunitense e probabilmente anche sulla base del diritto internazionale. Secondo le analisi statistiche fornite da Reprieve, sarebbero stati uccisi 9 bambini per ogni bersaglio adulto che gli Stati Uniti avrebbero tentato di assassinare o, come nei numerosi falliti tentativi di uccidere Ayman al-Zawāhirī, la CIA avrebbe ucciso 76 bambini e 29 astanti adulti.
Gli studiosi sono divisi sul fatto che le uccisioni mirate siano un'efficace strategia antiterrorismo.

### In Israele
Israele è l'unico Stato in cui viene legalmente esplicitamente ammesso unilateralmente l'omicidio mirato tramite sentenza della Corte Suprema di Israele.
Ronen Bergman riporta queste cifre approssimative: «fino all’inizio della seconda intifada palestinese, nel settembre 2000, quando Israele cominciò per la prima volta a rispondere agli attentati suicidi con l’uso quotidiano di droni armati per compiere assassini, lo Stato aveva condotto circa 500 esecuzioni mirate, nel corso delle quali erano state uccise almeno 1000 persone, sia civili sia combattenti. Durante la seconda intifada, Israele compì altre 1000 operazioni circa, 168 delle quali coronate da successo. Da allora, e fino al 2013, Israele ha eseguito circa 800 esecuzioni mirate, quasi tutte nel quadro delle guerre contro Hamās nella Striscia di Gaza nel 2008, 2012 e 2014, oppure di operazioni del Mossad in Vicino Oriente ai danni di obiettivi palestinesi, siriani, iracheni e iraniani. Per contro, durante la presidenza di George W. Bush, gli Stati Uniti d’America hanno compiuto 48 esecuzioni mirate, stando a una stima, e sotto la presidenza di Barack Obama questi attacchi sono stati 353».